# 茹阿泽里纽
茹阿泽里纽是位于巴西东部帕拉伊巴州的一个市镇。总面积467.526平方公里，总人口15727人，人口密度33.6人/平方公里。